# Madon
|  | Per a altres significats, vegeu «Riu Madon». |

Madon o Maron (hebreu: מָדוֹן) fou una ciutat cananea de Galilea. Segons la Bíblia, el seu rei, de nom Jobab, fou derrotat per Josuè a la batalla de Merom. De fet, «Madon» podria ser una simple corrupció del nom de «Merom». Després del 1200 aC va caure sota control d'Hazor.